# Maclura
Die Pflanzengattung Maclura gehört zur Familie der Maulbeergewächse (Moraceae).

## Beschreibung

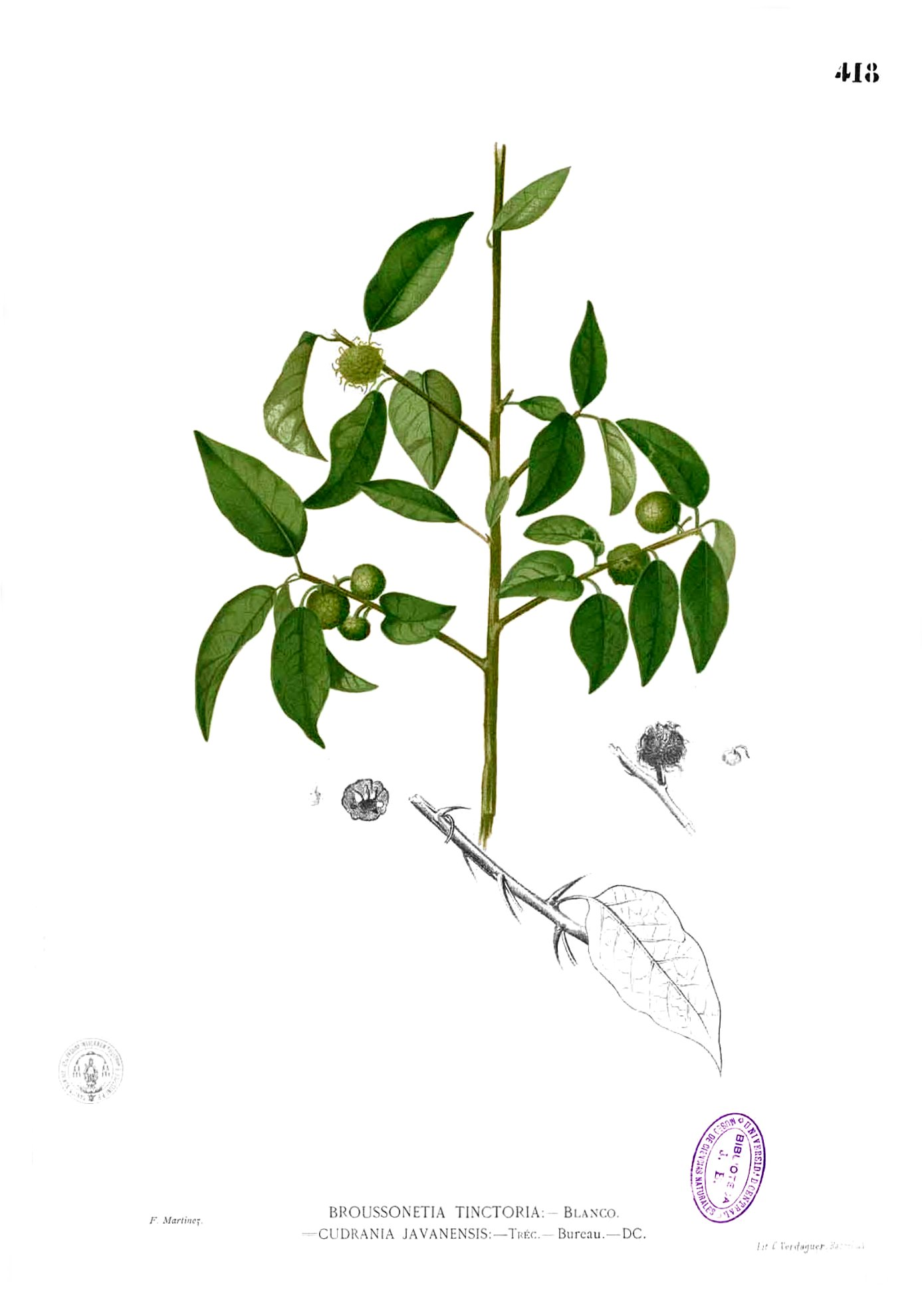
Francisco Manuel Blanco, 1880–1883, Illustration von Maclura cochinchinensis

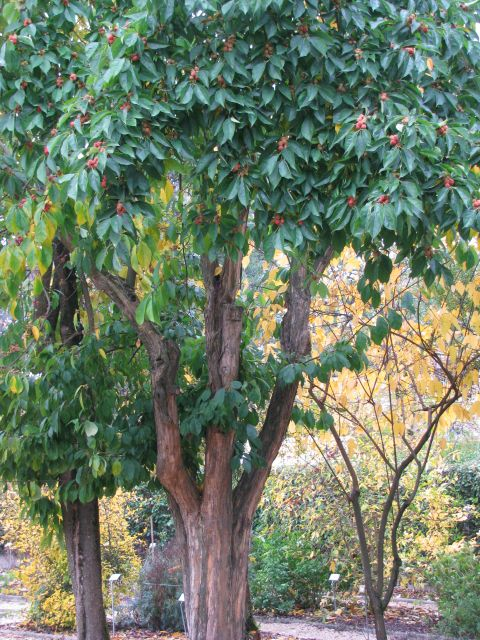
Seidenraupenbaum (Maclura tricuspidata)

### Vegetative Merkmale
Maclura-Arten sind verholzende Pflanzen, die als immergrüne oder laubabwerfende, kleine bis große Bäume, aufrechte bis kletternde Sträucher oder Lianen wachsen. Sie enthalten Milchsaft. Alle Maclura-Arten besitzen achselständige, kräftige, gerade und gebogene Sprossdornen, wenigstens so lang sie jung sind.
Die wechselständig und spiralig oder zweizeilig angeordneten Laubblätter sind in Blattstiel und -spreite gegliedert. Die einfache Blattspreite ist fiedernervig. Der Blattrand ist glatt. Die zwei Nebenblätter sind nicht verwachsen, darin unterscheiden sie sich von vielen anderen Moraceae.

### Generative Merkmale
Maclura-Arten sind zweihäusig getrenntgeschlechtig (diözisch).
Die seitenständigen Blütenstände sind kopfig, traubig oder ährig. Es befinden sich oft viele Tragblätter an der Basis des Blütenstandes. Die zwei bis vier Deckblätter je Blüte sind mit dem Kelch verwachsen; jedes mit zwei gelben Drüsen.
Bei den männlichen Blüten sind die meist vier (selten drei oder fünf) Kelchblätter frei oder höchstens an ihrer Basis verwachsen und die meist vier (selten drei oder fünf) Staubblätter sind gerade. Die weiblichen Blütenstände sind kugelig. Bei den ungestielten weiblichen Blüten sind die fleischigen Kelchblätter frei oder verwachsen und der kurze Griffel endet in einer oder zwei ungleichen Narben.
Bei dem fleischigen und mehr oder weniger kugeligen Fruchtverband sind die Deckblätter und der Kelch vergrößert. Bei den eiförmigen einzelnen Steinfrüchten sieht die Oberfläche muschelartig aus und sie sind von den fleischigen Kelchen eingehüllt. Die Samen sind dünn und fleischig.
Die breiten Keimblätter (Kotyledonen) sind unterschiedlich verdreht und gleich oder ungleich.

## Systematik und Verbreitung
Die Gattung Maclura wurde 1818 Thomas Nuttall in The genera of North American plants, Volume 2, S. 233 aufgestellt. Der Gattungsname Maclura ehrt den amerikanischen Geologen William Maclure (1763–1840).
Synonyme für Maclura Nutt. sind: Cardiogyne Bureau, Chlorophora Gaudich., Cudrania Trécul, Fusticus Raf., Ioxylon Raf., ×Macludrania André, Plecospermum Trécul, Vanieria Lour.
Die Gattung Maclura gehört zur Tribus Moreae innerhalb der Familie der Maulbeergewächse (Moraceae).
Maclura-Arten gibt es in der Neotropis, in Afrika, Madagaskar, Asien, Australien, und den Pazifischen Inseln. Fünf Arten kommen in China vor.
Die Gattung Maclura wird in fünf Sektionen gegliedert:
- Sektion Cardiogyne (Bureau) Corner
- Sektion Chlorophora (Gaudich.) Baill.
- Sektion Cudrania (Trécul) Corner: Mit zwei Serien Connatae Corner und Liberae Corner
- Sektion Maclura
- Sektion Plecospermum (Trécul) C.C.Berg

Es gibt etwa zwölf Maclura-Arten:
- Maclura africana (Bureau) Corner: Heimat Afrika und Madagaskar.[4]
- Maclura amboinensis Blume: Sie kommt in Indonesien, Malaysia, Neuguinea, Thailand, in Tibet nur in Mêdog und im zentralen-südlichen bis südlichen Yunnan vor.[1]
- Maclura andamanica (King ex Hook.f.) C.C.Berg: Indochina.
- Maclura cochinchinensis (Lour.) Corner (Syn.: Cudrania cochinchinensis (Lour.) Yakuro Kudo & Masam., Cudrania javanensis Trécul, Vanieria cochinchinensis Lour., Maclura thorelii Corner): Sie ist auf Pazifischen Inseln, auf den Philippinen, in Australien, Sri Lanka, Indien, Bhutan, Sikkim, Nepal, Myanmar, Thailand, Vietnam, Indochina, Malaysia, Japan, Taiwan, im südöstlichen Tibet und weiten Teilen Chinas weitverbreitet.[1]
- Maclura excelsa Bureau: Die Heimat ist Westafrika.
- Maclura fruticosa (Roxb.) Corner: Sie kommt im nordöstlichen Indien, Bangladesch, Myanmar, Thailand, Vietnam und südlichen Yunnan vor.[1]
- Milchorangenbaum oder Osagedorn (Maclura pomifera (Raf.) C.K.Schneid., Syn.: Ioxylon pomiferum Raf.): Die Heimat ist Nordamerika. Bei manchen Autoren ist sie die einzige Art dieser Gattung.
- Maclura pubescens (Trécul) Z.K.Zhou & M.G.Gilbert: Diese Neukombination erfolgte 2003. Sie kommt in Indonesien, Malaysia, Myanmar und in den chinesische Provinzen nördliches Guangdong, Guangxi, südliches Guizhou sowie südliches Yunnan vor.[1]
- Maclura spinosa (Roxb. ex Willd.) C.C.Berg: Sie kommt in Sri Lanka und im südlichen Indien vor.
- Färbermaulbeerbaum (Maclura tinctoria (L.) D.Don ex Steud.): Unterarten sind beispielsweise:
  - Maclura tinctoria (L.) D.Don ex Steud. subsp. tinctoria (Syn.: Chlorophora tinctoria (L.) Gaudich., Morus tinctoria L.)
  - Maclura tinctoria subsp. mora (Griseb.) Vázq.Avila (Syn.: Maclura mora Griseb.)
- Seidenraupenbaum (Maclura tricuspidata Carrière, Syn.: Cudrania tricuspidata (Carrière) Bureau ex Lavallée, Cudrania triloba Hance, Morus integrifolia H.Lév.& Vaniot, Vanieria tricuspidata (Carrière) Hu, Vanieria triloba (Hance) Satake): Sie gedeiht in Höhenlagen von 500 bis 2200 Metern in weiten Teilen Chinas und kommt auch in Korea vor. Sie wird in Japan angebaut.[1]

## Nutzung
Von einigen Arten werden die Früchte und das Holz genutzt. Wenige Arten werden zum Färben verwendet (siehe Artartikel Milchorangenbaum, Seidenraupenbaum, Färbermaulbeerbaum).

## Bilder
Milchorangenbaum (Maclura pomifera):

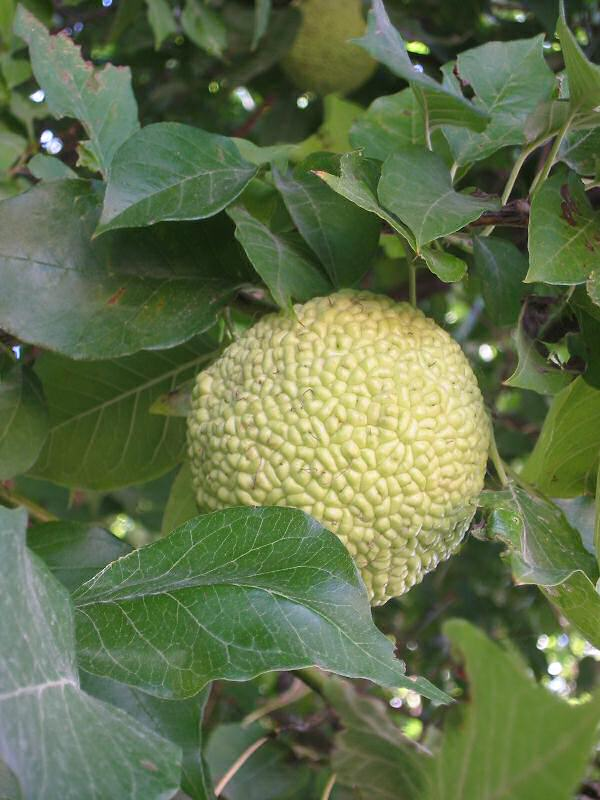
"Frucht" (Fruchtverband) und Laubblätter.
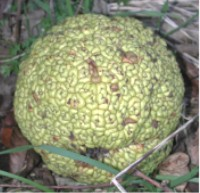
Fruchtverband.
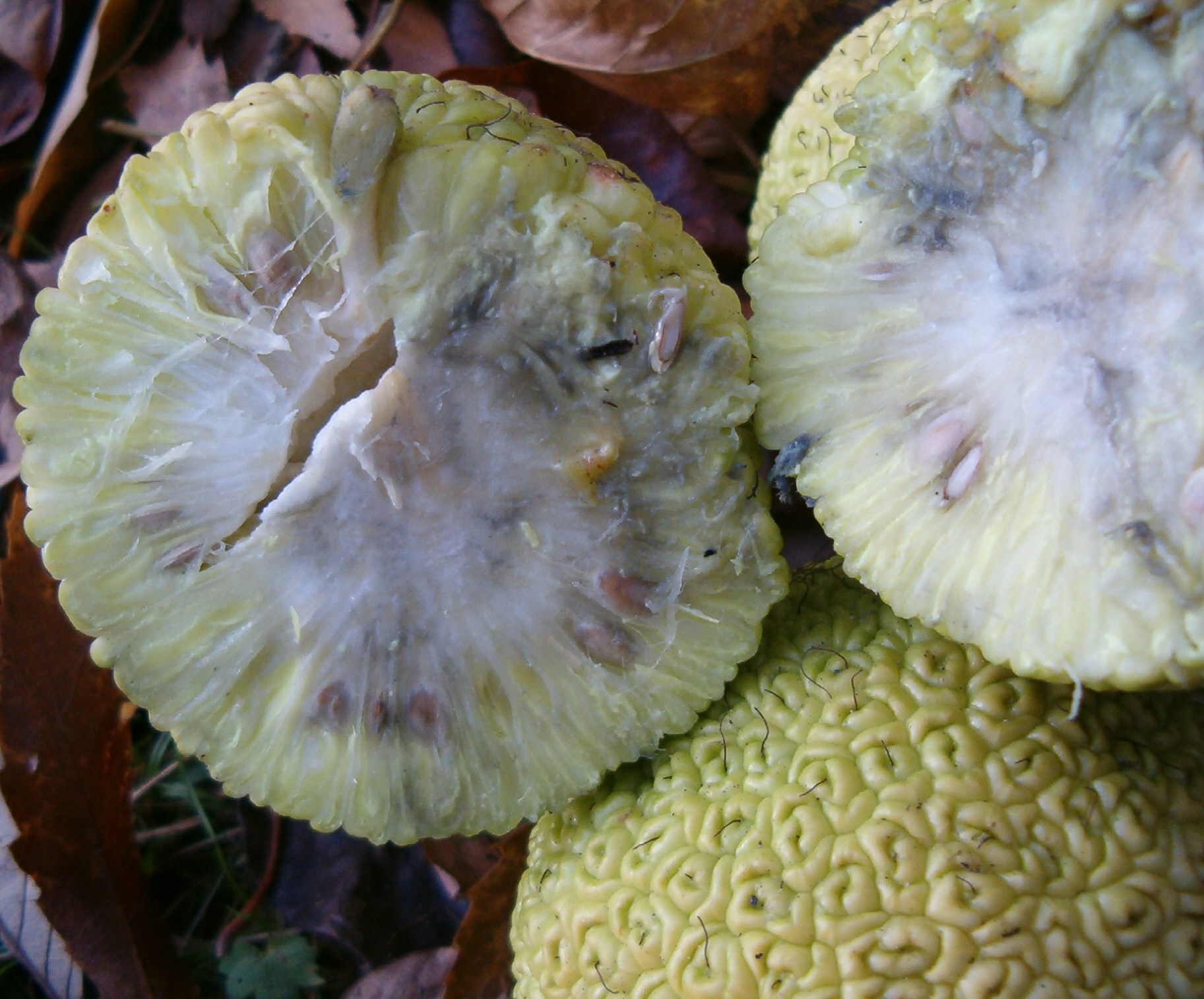
Fruchtverband innen.